# Fort Matanzas National Monument
Le Fort Matanzas National Monument est un ancien fort construit par les Espagnols en 1740. Localisé en Floride aux États-Unis, il devient monument national le 15 octobre 1924 et est géré par le National Park Service depuis le 10 août 1933.

## Description

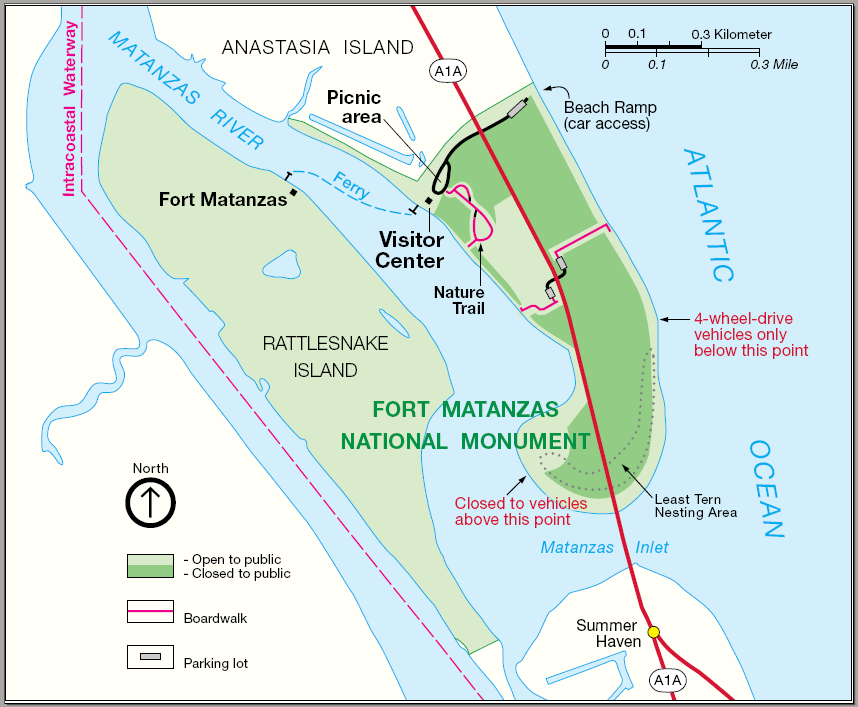
Carte du monument national.

D'une superficie de 0,91 km2, le monument national est constitué d’un ancien fort espagnol datant de 1740, d’un marais salant et d’une barrière d’îles le long de la rivière Matanzas à proximité des côtes de la Floride.
Il est géré par le National Park Service tout comme le monument national de Castillo de San Marcos tout proche et d’autres sites plus petits situés dans la ville de Saint Augustine.
Le fort garde l’embouchure de la rivière Matanzas qui peut servir de voie d’accès à la ville de Saint Augustine. Il apportait une défense supplémentaire à la ville en plus du fort de Castillo de San Marcos. C’est en 1740 que le gouverneur de Géorgie James Oglethorpe utilisa l’embouchure de la rivière Matanzas pour attaquer la ville (alors espagnole). La ville fut assiégée durant 39 jours mais résista. Les Espagnols réalisèrent que l'embouchure de la rivière devait être fortifiée en vue de mieux protéger la ville. Le gouverneur espagnol Manuel de Montiano (en) ordonna la construction dès 1740 et les travaux furent achevés en 1742. Des esclaves et des troupes originaires de Cuba furent utilisés pour le chantier.
Le fort est construit en coquina, une roche calcaire tendre constituée de coquillages et que l’on trouve dans la région. Ses côtés sont longs de 15 mètres et il est équipé d’une tour d’environ 10 mètres de haut. Le terrain marécageux où il fut construit fut en premier stabilisé par enfoncement de pieux dans le sol. Le fort accueillait en temps normal un officier, quatre fantassins et deux canonniers mais il pouvait en accueillir davantage en cas de nécessité. Les soldats étaient régulièrement relevés par des soldats de la ville. Au total, cinq canons furent placés sur le fort et pouvaient tous atteindre l’embouchure de la rivière située à moins de 800 mètres à l’époque.
En 1742, les Britanniques commandés par Oglethorpe revinrent au niveau de l’embouchure avec douze navires. Le fort coula les bateaux de débarquement et les navires prirent la fuite sans attaquer le fort. Ce fut la première et la dernière fois que le fort fut mis à contribution. L’Espagne perdit la Floride lors du traité de Paris de 1763 avant de la récupérer en 1783 après la signature d’un nouveau traité. L’Empire espagnol s’affaiblissant, il arrêta d’entretenir le fort et quand les États-Unis prirent le contrôle de la Floride en 1819, le fort n’était plus habitable. Les États-Unis ne s’en sont jamais servis par la suite et le fort devint une ruine. En 1916, des travaux de restauration débutèrent et en 1924, le fort fut proclamé monument national américain. Sa gestion fut ainsi transférée du département de l’Armée vers le département du National Park Service le 10 août 1933.
Le monument fut également ajouté au Registre national des lieux historiques le 15 octobre 1966. Le centre d’accueil des touristes a également été ajouté à ce registre le 31 décembre 2008.
Le fort est uniquement accessible par bateaux, pour des visites guidées. Des sentiers de randonnées sont disponibles sur les îles proches.